# Regierung Kanadas

Wort-Bild-Marke der Bundesregierung

Die Regierung Kanadas (auch Bundesregierung, englisch Government of Canada, französisch Gouvernement du Canada) besteht aus:
- dem Monarchen Charles III. als König von Kanada
  - vertreten durch den Generalgouverneur von Kanada
- der Exekutive in Gestalt des Kanadischen Kronrats
  - in der Praxis geht die exekutive Macht jedoch nur vom Kabinett und dem Premierminister aus (aktuell das 29. Kabinett),
  - alle dem Kabinett nachgeschalteten Bundesbehörden werden ebenfalls der Regierung zugerechnet
- der Legislative, dem Parlament von Kanada mit seinen beiden Kammern (Unterhaus und Senat von Kanada)
- der Judikative, den Gerichten Kanadas (mit dem Obersten Gerichtshof von Kanada als höchster Instanz)
- im weiteren Sinne zählen auch die Provinzen und Territorien Kanadas mit ihren jeweiligen Regierungen zur Regierung Kanadas (staatsrechtlich sind die Provinzen eigenständige Gliedstaaten)

Unter Regierung im vorstehenden Sinne, ist – wie im Englischen üblich – der gesamte Staatsapparat (alle drei Staatsgewalten) gemeint. Im Deutschen bezeichnet Regierung hingegen in der Regel das leitende Staatsorgan der Exekutive.